# Communauté rurale de Darou Minam 2
La communauté rurale de Darou Minam 2 est une communauté rurale du Sénégal située au centre du pays. 
Elle fait partie de l'arrondissement de Darou Minam 2, du département de Malem Hodar et de la région de Kaffrine.